# Мандара
Манд́ара (самоназва — вандала/vandala) — народ в Західній Африці.

## Загальні відомості
Мандари — населяють разом із спорідненими матака, даба, гідар, гамергу, падуко гірські райони Мандара та територію між містами Мору і Маруа; живуть також в прикордонних районах Нігерії та Чаду. Чисельність в Камеруні 660 тис. чоловік, Нігерії 320 тис. чоловік, Чад 10 тис. чоловік. Говорять мандарською мовою, чадської групи афро-азійської сім'ї. Більшість мандара — мусульмани-суніти, частина дотримується традиційних вірувань.

## Історія
У XVII–XIX століттях у мандара існував власний султанат.

## Господарство
Традиційне зайняття — ручне вогневе для підсічки землеробство, на гірських схилах — терасне (просо, сорго, бобові, арахіс, рис, ямс), скотарство (велика та дрібна рогата худоба). Ремесла — виробництво художніх виробів з металу (заліза, бронзи, срібла), гончарне, ткацьке.
Поселення купчасті. Житло — кругла хатина з каменю або сиргацової цеглини, з високим конічним дахом з укладеної ярусами соломи.
Традиційний одяг: робоча — на стегнах пов'язка у чоловіків, шматок тканини, обернутий навколо тіла, у жінок; святкова — тунікозвична сорочка у чоловіків і широка строката сукня у жінок.
Їжа — переважно рослинна (перепічки, каші, юшки, гострі приправи з перцем, часником, цибулею).